# Coreia do Sul nos Jogos Olímpicos de Inverno de 1968
A Coreia do Sul competiu nos Jogos Olímpicos de Inverno de 1968, realizados em Grenoble, França.